# Bromacyl
Bromacyl – organiczny związek chemiczny, pochodna uracylu, fitotoksyczny bojowy środek trujący i herbicyd. Jest bezbarwnym lub białym, krystalicznym ciałem stałym, słabo rozpuszczalnym w wodzie. Komercyjnie dostępny w postaci ciekłej lub zwilżonego proszku. Działając przez układ korzeniowy niszczy rośliny poprzez hamowanie fotosyntezy. Jest skuteczny w ilości 15–40 kg/ha. W latach 60. wprowadzono go na wyposażenie armii Stanów Zjednoczonych jako etatowy bojowy środek trujący. Bromacyl jest mało toksyczny – może podrażniać oczy, skórę i górne drogi oddechowe.

## Otrzymywanie
Bromacyl może być otrzymywany poprzez bromowanie 3-sec-bytulo-6-metylouracylu.

## Zastosowanie
Bromacyl stosowany jest jako herbicyd głównie do zwalczania traw, chwastów liściastych i zarośli na obszarach nierolniczych. Wykorzystuje się go także w uprawie ananasów i cytrusów.